# La Chorale (film)
Cet article concerne le film japonais. Pour le court métrage hongrois, voir La Chorale (court métrage). Pour la nouvelle de Tchekhov, voir La Chorale.
Pour plus de détails, voir Fiche technique et Distribution.
La Chorale (ふるさと-JAPAN, Furusato Japan) est un film japonais d'animation réalisé par Akio Nishizawa, sorti en 2006.

## Synopsis
Au Japon, au printemps 1956, à la rentrée des classes, dans l’école primaire de Kiba arrive Mademoiselle Sakamoto, professeur de musique et une nouvelle élève, Shizu Miyanaga. Toutes deux ont un point commun, la musique et particulièrement le chant. L’école doit participer à un concours local de chant mais la participation de l’école est compromise par quelques élèves qui ont volé dans un magasin. Peu de temps après Shizu meurt prématurément dans un accident et remet en question la non-participation de la choral au concours.

## Fiche technique
- Titre original : Furusato Japan
- Titre français : La Chorale
- Réalisation et scénario : Akio Nishizawa
- Direction artistique : Tadashi Kudo
- Montage : Soshi Goto
- Photographie : Mitsunobu Yoshida
- Société de production : WAO Corporation
- Société de distribution : Kazé
- Pays de production :  Japon
- Langue originale : japonais
- Format : couleur
- Genre : animation, drame, film musical
- Durée : 96 minutes
- Dates de sortie :
  - France : 12 novembre 2006 (festival Cinémas et Cultures d'Asie, Lyon), 3 septembre 2008 (DVD)
  - Japon : 7 avril 2007

## Distribution originale
- Nayoa Sekine : Akira Yanagisawa
- Maika Kawaguchi : Shizu Miyanaga
- Subaru Kimura : Gonji "Gon" Abe
- Sayaka Hanamura : Rieko Sakamoto
- Seigo Kuwabara : Yoshio Kawabata
- Tetsuya Kannami : Kazuteru "Teru" Yoshimura
- Kengo Kumagai : Hiroshi "Hakase" Sugiura
- Eri Osonoe : Yayoi Tajima
- Nana Takada : Hikaru Goto
- Kurumi Honta : Kimiyo Arima
- Yasuo Iwata : M. Ikeno
- Yoji Ueda : M. Akiyama
- Masaki Terasoma : M. Takii
- Masakazu Suzuki : Masaki Sakamoto
- Takaya Hashi : Genji Yanagisawa
- Hikari Yono : Fukuko Yanagisawa
- Rumi Nakamura : Kazuko Yanagisawa
- Kanon Nagashima : Reiko Yanagisawa
- Ikkyu Juku : Père de Shizu
- Keiko Sonoda : Mère de Shizu
- Yasuko Hatori : Miki
- Eri Saito : Mlle Aoki
- Sayuri Sadaoka : Mlle Shimazu
- Yuko Kobayashi : annonceuse

## Distribution française
- Céline Melloul : Akira Yanagisawa
- Nayeli Forest : Shizu Miyanaga
- Philippe Valmont : Gonji "Gon" Abe
- Yannick Blivet : Kazuteru "Teru" Yoshimura
- Marie Diot : Hiroshi "Binocle" Sugiura
- Marie Diot : Yayoi Tajima
- Claudine Gremy : Hikaru Goto
- Claudine Gremy : Kimiyo Arima
- Jean-Marco Montalto : M. Akiyama
- Cyril Monge : M. Takii
- Armand Blü : Mlle Shimazu